# アイン・ジャールートの戦い
アイン・ジャールートの戦い（アイン・ジャールートのたたかい）は、1260年9月3日にシリア・パレスチナのアイン・ジャールート（アラビア語: عين جالوت、‘Ayn Jālūt）で行われた会戦である。クトゥズ率いるマムルーク朝軍が、キト・ブカ率いるシリア駐留のモンゴル帝国軍およびキリスト教徒諸侯連合軍を破り、モンゴル帝国の西進を阻止した。

## 背景
アイン･ジャールートでマムルーク朝と激突したモンゴル軍は、フレグを総司令官とするモンゴル帝国の西アジア遠征軍に属する一隊である。
1253年に編成されたフレグの遠征軍は西進を続け、1258年にはバグダードを征服してスンナ派イスラム社会において最大の権威であったアッバース朝を滅ぼしていた。遠征軍は遊牧の適地であったアゼルバイジャン方面にいったん入ったのち1260年にシリア北部へと侵攻し、アレッポを征服した。モンゴル軍には十字軍がシリアの北部に打ち立てたキリスト教徒の諸政権（アンティオキア公国やトリポリ伯国など）やキリキア・アルメニア王国、それにジャズィーラ・アナトリア方面のイスラム教徒の諸政権が服属した。しかしアレッポが陥落した1260年の春ごろ、フレグの兄でモンゴル帝国カアンのモンケの訃報がフレグのもとに届き、フレグの本隊は西進を中止して帰還を開始した。
フレグは帰還にあたってナイマン族出身でネストリウス派キリスト教徒でもある先鋒部隊を率いる将軍、キト・ブカ（中世モンゴル語ではケド・ブカ）をシリアに残した。キト・ブカはアイユーブ朝の政権が残っていたダマスカスを征服し、アイユーブ朝のエジプト政権にかわってエジプトを支配していたマムルーク朝に降伏を勧告する使者を送った。しかしマムルーク朝のスルターン、クトゥズはこれを拒否したため、キト・ブカは麾下のモンゴル軍とキリスト教徒諸侯を率い、マムルーク朝領への侵攻を開始した。マムルーク朝の前にはエルサレムを失ったエルサレム王国が拠るアッカーがあり、キト・ブカはアッカーに迫った。
キト・ブカ南下の報を受けたクトゥズは配下のマムルークを率い、カイロを出発した。このマムルーク政権存亡の機に際し、追放されてシリア方面で放浪の日々を送っていたバイバルスら反クトゥズ派のマムルークたちはクトゥズと和解してその軍隊に加わり、またモンゴル軍に降ることを嫌ったアッカーのキリスト教徒たちは中立の立場を取ってマムルーク朝軍の領内通過を許すことにした。

## 経過
9月3日、マムルーク朝軍とモンゴル軍はガリラヤの丘陵地帯で激突した。戦場には小さな川が流れており、川にちなんでアラビア語でアイン・ジャールート（ゴリアテの泉）と呼ばれていたので、この戦闘をアイン・ジャールートの戦いという。
先鋒隊のため1万人強の小勢であったモンゴル軍に対して、数では優位にあったとみられるマムルーク朝軍は全軍を投入することを避け、まずバイバルス率いる先鋒隊のみがモンゴル軍の前に進んだ。バイバルス隊に対して数で勝ったモンゴル軍は、マムルーク朝軍に突撃して一気に勝敗を決しようとし、後退を始めたバイバルス隊を追撃したが、待ち受けていたマムルーク朝軍本隊はキトブカの軍を包囲し攻撃して壊滅させた。
モンゴル軍の司令官キト・ブカは捕らえられて処刑されたとも、乱戦の中で戦死したともいう。シリア駐留モンゴル軍の壊滅により、マムルーク朝軍はダマスカス、アレッポを解放し、シリアをモンゴル帝国から奪還した。

## 影響
アイン･ジャールートの戦いの後、マムルーク朝軍はシリアを北上し、モンゴル軍の残党や、シリアに再侵入してきた部隊を破りつつシリアのほぼ全域を平定した。しかしアレッポを回復したところで、先の戦いの功労者であるバイバルスと、総司令官であるクトゥズの対立が再燃した。バイバルスはアレッポの総督に任命されてこの地方に自立することを目論んでいたが、クトゥズはバイバルスが独立して自分の地位を脅かすことを怖れ、これを拒否した。このためにカイロに戻る途上でバイバルスによる軍中クーデターが勃発し､クトゥズが殺されてバイバルスが新しいマムルーク朝のスルターンとなった。
バイバルスはモンゴルの侵攻をはねのけた英雄としてカイロに凱旋し、エジプト・シリアの王として確固たる地位を築いた。その後も毎年のように行われたモンゴルとの戦争で連戦連勝を重ねたバイバルスは、中央アジアからやってきた余所者であるマムルークたちを安定政権の主とすることに成功し、事実上のマムルーク朝の始祖となる。
一方、アイン・ジャールートの戦いを前に帰還を開始したモンゴル帝国のフレグはアゼルバイジャンのタブリーズにおいて、次兄のクビライと弟のアリクブケがカアンの位を巡って内紛を始めたことを知ってこの地に留まり、イラン・イラクを勢力圏として自立した。やがてフレグの子孫によって世襲されるようになるイランにおけるモンゴル政権をイルハン朝（イル・ハン国）と呼ぶ。
アイン・ジャールートの戦いの結果、シリアはマムルーク朝の領域となり、その後もイルハン朝とマムルーク朝の間でこの地方を巡って長く対立が続くものの膠着状態に陥った。両国の角逐はジョチ・ウルスや東ローマ帝国、西ヨーロッパ諸国を巻き込み、13世紀の後半を通じて激しい外交戦が繰り広げられることになる（ベルケ・フレグ戦争）。

## モンゴル帝国拡大の限界点
この戦いは、マムルーク朝側の歴史家たちが残した同時代のアラビア語史料から現代の歴史研究に至るまで、ムスリム（イスラム教徒）がモンゴル帝国軍と正面から衝突して、初めてこれを破った戦いとして非常に名高い。しかし、ムスリム政権の軍がモンゴル帝国軍に勝利した前例は、すでに1221年にホラズムシャー朝のジャラールッディーンの軍団がシギ・クトク率いる3万騎強を撃ち破ったアフガニスタンのパルワーンの戦いがあり、厳密に言えば「初めて」ではない。
一方で、『集史』などモンゴル帝国側のペルシア語史料などでは、前哨戦ないし局地戦の扱いを受けている。モンゴル側の立場としては、この戦いに参加したモンゴル帝国軍は、フレグの帰還にともなってシリアに残された全軍のうちの一部の部隊であるからである。他のモンゴル帝国軍が敗退した戦闘は、後日にモンゴル側から反撃を受けて敗走、討滅させられている場合がほとんどであるため、アイン・ジャールートの戦いほどには印象が薄いようである（上記のパルワーンでの敗北についても、モンゴルは後日のインダス河畔の戦いにおいてチンギス・カン自ら軍勢を率いてジャラールッディーンの軍隊を壊滅させ、雪辱を果たした）。アイン・ジャールートの戦いが印象的である理由は、恐らくその後のモンゴル側の政情が著しく変化し、シリア奪回の機会が失われ、結果的にこの地域がマムルーク朝の統治下に置かれることが確定した戦いであったからであろう。
事実、イルハン朝では1260年以降フレグ、アバカなどはジョチ・ウルスとはアゼルバイジャン地方で、チャガタイ・ウルスとはホラーサーン地方での境域紛争に忙殺され、バイバルスによる度重なるシリア境域地域の侵攻には対策が後手に回り続けている。歴代の君主たちもガザン・ハンなどシリア地域に幾度か遠征軍を派遣しているが、大抵の場合、軍の規模もせいぜい3万前後がほとんどでアレッポ以南の地域への征服はほぼ失敗している。クビライとアリクブケのモンゴル帝国帝位継承戦争の後もモンゴル帝国では王家間の紛争が長期化・続発し、（かつてチンギス・カンが率いていたときのような）帝国の総力を挙げての軍事行動が不可能になったことも、モンゴル側にとってのシリアにおける領土侵略の機会が失われた根本的要因であった。
いずれにせよ、西方におけるモンゴル帝国の際限のない拡大が停止したのがアイン・ジャールートの戦いのあった1260年であるのは確かであり、その意味で象徴的な戦いであった。